# امبریم
امبریم (به لاتین: Ambrym) یک کوه و جزیره در وانواتو است که در Malampa Province واقع شده‌است.

## خصوصیات
امبریم ۶۷۷٫۷ کیلومترمربع مساحت و ۷٬۲۷۵ نفر جمعیت دارد.